# Obereopsis sublinearis
Obereopsis sublinearis là một loài bọ cánh cứng trong họ Cerambycidae.